# 棒尾凤仙花
棒尾凤仙花（学名：Impatiens clavicuspis）为凤仙花科凤仙花属的植物，是中国的特有植物。分布在中国大陆的云南等地，生长于海拔2,600米至2,700米的地区，多生长在山谷阴湿处，目前尚未由人工引种栽培。